# Vitíněves
Vitíněves (německy Wittingau) je malá vesnice, část obce Staré Město pod Landštejnem v okrese Jindřichův Hradec. Nachází se asi 3,5 km na severozápad od Starého Města pod Landštejnem.
Je zde evidováno 11 adres. Roku 1991 zde nebyl evidován žádný obyvatel, o deset let později pouze jeden a roku 2011 zde trvale žili 3 obyvatelé.
Vitíněves je také název katastrálního území o rozloze 3,79 km2. V katastrálním území je ochranné pásmo zříceniny státního hradu Landštejn.

## Název
Název se vyvíjel od varianty Witinow (1487), Witinowie (1568), Witinow (1599), Wittengau (1790, 1842), Witiněwes a Wittingau (1848). Původně se ves nazývala Vitínov, což znamenalo Vitínův dvůr či majetek, poněmčením vznikl název Wittengau, v 19. století se pojmenování změnilo na konečnou podobu Vitíněves.

## Historie
První písemná zmínka o vsi pochází z roku 1487. V roce 1829 zde byla vysvěcena kaple svatého Václava. Dříve zde stál ovčín, zájezdní hostinec s obchodem a na potoku Pstruhovci Zámecký mlýn. V letech 1869 až 1950 byl Vitíněves samostatná obec v okrese Jindřichův Hradec, v roce 1950 se stal osadou Starého Města pod Landštejnem.

## Přírodní poměry
Vitíněves leží v okrese Jindřichův Hradec v Jihočeském kraji. Nachází se 3,5 km jižně od Rožnova, 3 km západně od Stálkova, 4,5 km severozápadně od Starého Města pod Landštejnem, 1 km severně od Landštejna a 12 km východně od Nové Bystřice. Geomorfologicky je oblast součástí Česko-moravské subprovincie, konkrétně Javořické vrchoviny a jejího podcelku Novobystřická vrchovina, v jejímž rámci spadá pod geomorfologický okrsek Vysokokamenská vrchovina. Průměrná nadmořská výška činí 585 metrů. Nejvyšší bod o nadmořské výšce 644 metrů leží severně od Vitíněvsi. Sídlem protéká bezejmenný potok, který se jihovýchodně od vsi vlévá do vodní nádrže Landštejn, další dva vodní toky se nacházejí severně od Vitíněvsi a vlévají se do téže vodní nádrže. Východní hranici katastru tvoří potok Pstruhovec, na němž se v severovýchodní částí rozkládá stejnojmenný rybník. Východně od vsi pak stojí rybník Punčoška.

## Obyvatelstvo
Podle sčítání 1930 zde žilo v 26 domech 111 obyvatel. 16 obyvatel se hlásilo k československé národnosti a 89 k německé. Žilo zde 111 římských katolíků.
| Rok            | 1869 | 1880 | 1890 | 1900 | 1910 | 1921 | 1930 | 1950 | 1961 | 1970 | 1980 | 1991 | 2001 | 2011 |
| -------------- | ---- | ---- | ---- | ---- | ---- | ---- | ---- | ---- | ---- | ---- | ---- | ---- | ---- | ---- |
| Počet obyvatel | 225  | 242  | 225  | 200  | 175  | 160  | 111  | 18   | 27   | 14   | .    | .    | 1    | 3    |
| Počet domů     | 29   | 29   | 27   | 27   | 28   | 28   | 26   | 23   | 4    | 4    | .    | 6    | 9    | 11   |

## Doprava
Obcí prochází silnice III. třídy č. 1514 do Landštejna. Vitíněves není dopravně obsluhována, nejbližší autobusová zastávka se nachází u Landštejna. Prochází tudy červeně značená turistická trasa vedoucí z Kaprouna do Starého Města pod Landštejnem a zelená vedoucí k hradu Landštejn. Východně od vsi vedou další dvě značené trasy – modrá (z Rožnova k Pomezí) a žlutá (ze Stálkova ke vsi Blato).

## Pamětihodnosti
- Kaple svatého Václava, která slouží jako rekreační chalupa.[16] Kaple byla vysvěcena v roce 1829, roku 1882 do ní byl zavěšen zvon.